# نور جاویدان (ترانه متالیکا)
«نور جاویدان» (انگلیسی: Lux Æterna) ترانه‌ای از گروه هوی متال آمریکایی متالیکا است که در یازدهمین آلبوم استودیویی آن‌ها، ۷۲ فصل (۲۰۲۳)، منتشر شد. این ترانه به‌صورت غافلگیرکننده در ۲۸ نوامبر ۲۰۲۲ به‌عنوان تک‌آهنگ آغازین آلبوم منتشر شد. این قطعه ترش متال، که جیمز هتفیلد آن را شبیه به موج نوی هوی متال بریتانیایی توصیف کرده، دربارهٔ رابطه گروه با طرفدارانشان است. موزیک ویدیوی این ترانه، به کارگردانی تیم ساکنتی، نیز همزمان با تک‌آهنگ منتشر شد.
«نور جاویدان» با استقبال مثبت منتقدان مواجه شد. این ترانه در چندین منطقه در جداول فروش قرار گرفت، از جمله رتبه اول در جدول مین‌استریم راک بیلبورد و رتبه سیزدهم در بابلینگ آندر هات ۱۰۰ آمریکا. این قطعه برای جایزه بهترین اجرای راک در شصت و ششمین مراسم جوایز گرمی نامزد شد و موزیک ویدیوی آن نیز برای جایزه بهترین ویدیو راک در جوایز موسیقی ویدیویی ام‌تی‌وی سال ۲۰۲۳ نامزد گردید. این ترانه پراجراترین قطعه متالیکا از آلبوم ۷۲ فصل در کنسرت‌ها بوده و برای اولین بار در کنسرت خیریه «کمک‌رسانی» در لس‌آنجلس در دسامبر ۲۰۲۲ اجرا شد و بعداً در تور جهانی M72 نیز نواخته شد.